# FC Omniworld in het seizoen 2009/10
Het seizoen 2009/2010 was het vijfde jaar in het bestaan van de Almeerse betaaldvoetbalclub FC Omniworld. De club kwam uit in de Eerste divisie en eindigde daarin op de 14e plaats. Tevens deed de club mee aan het toernooi om de KNVB beker, hierin werd in de tweede ronde verloren van Helmond Sport (1–3).

## Wedstrijdstatistieken

### Eerste divisie
|       | AGOVV | SC Cambuur | FC Den Bosch | FC Dordrecht | FC Eindhoven | FC Emmen | Excelsior | Fortuna Sittard | Go Ahead Eagles | De Graafschap | HFC Haarlem | Helmond Sport | MVV   | RBC   | Telstar | FC Oss | BV Veendam | FC Volendam | FC Zwolle |
| ----- | ----- | ---------- | ------------ | ------------ | ------------ | -------- | --------- | --------------- | --------------- | ------------- | ----------- | ------------- | ----- | ----- | ------- | ------ | ---------- | ----------- | --------- |
| Thuis | 1 – 2 | 1 – 5      | 3 – 4        | 1 – 1        | 3 – 1        | 3 – 1    | 2 – 5     | 0 – 0           | 2 – 0           | 0 – 5         | 4 – 2.      | 1 – 0         | 1 – 1 | 0 – 2 | 2 – 1   | 0 – 1  | 1 – 1      | 2 – 1       | 0 – 0     |
| Uit   | 0 – 2 | 4 – 2      | 4 – 0        | 1 – 0        | 2 – 0        | 1 – 3    | 2 – 0     | 2 – 2           | 2 – 0           | 4 – 0         | n.v.t.      | 2 – 1         | 1 – 0 | 1 – 2 | 1 – 2   | 2 – 2  | 0 – 1      | 3 – 0       | 2 – 0     |

### KNVB beker
| 2e ronde                                                    | FC Omniworld      | 1 – 3 (0 – 0, 1 – 1) | Helmond Sport                                          |
| 22 september 2009 Plaats: Almere Mitsubishi Forkliftstadion | Donny Rijnink 84' |                      | 74' Johan Voskamp 113' Joost Habraken 118' Marc Höcher |

## Statistieken FC Omniworld 2009/2010

### Eindstand FC Omniworld in de Nederlandse Eerste divisie 2009 / 2010
| Stand | Gespeeld | Gewonnen | Gelijk | Verloren | Punten | Doelpunten voor | Doelpunten tegen |
| ----- | -------- | -------- | ------ | -------- | ------ | --------------- | ---------------- |
| 14e   | 38       | 11       | 7      | 18       | 40     | 40              | 65               |

### Topscorers
| #      | Naam                | Goal |
| ------ | ------------------- | ---- |
| 1.     | Robbie Haemhouts    | 7    |
| 2.     | Sander Duits        | 5    |
| 3.     | Karim Fachtali      | 3    |
| 3.     | Mitchell Kappenberg | 3    |
| 3.     | Serdar Öztürk       | 3    |
| 3.     | Genaro Snijders     | 3    |
| 3.     | Renee Troost        | 3    |
| 8.     | David Depetris      | 2    |
| 8.     | Reginald Faria      | 2    |
| 8.     | Jergé Hoefdraad     | 2    |
| 8.     | Wilco Krimp         | 2    |
| 8.     | Marien Willemsen    | 2    |
| 13.    | Richard van Heulen  | 1    |
| 13.    | Mikhail Rosheuvel   | 1    |
| 13.    | Chakib Tayeb        | 1    |
| Totaal | Totaal              | 40   |

| #      | Naam          | Goal |
| ------ | ------------- | ---- |
| 1.     | Donny Rijnink | 1    |
| Totaal | Totaal        | 1    |

## Voetnoten
AGOVV Apeldoorn ·
SC Cambuur ·
De Graafschap ·
FC Den Bosch ·
FC Dordrecht ·
FC Eindhoven ·
FC Emmen ·
Excelsior ·
Go Ahead Eagles ·
Helmond Sport ·
Haarlem ·
MVV ·
RBC Roosendaal ·
Telstar ·
TOP Oss ·
FC Volendam ·
FC Zwolle